# Crocifisso con storie della Passione e della Redenzione
Il Crocifisso con storie della Passione e della Redenzione (Croce n. 432, dal numero di inventario del 1890) è un dipinto a tempera su tavola (302x231 cm) di un maestro toscano anonimo ("Maestro della Croce 432"), databile all'ultimo quarto del XII secolo e conservato nella Galleria degli Uffizi a Firenze. Si tratta del dipinto più antico della Galleria.

## Storia
Il Crocifisso, che era stato ridipinto nel XVIII secolo, pervenne agli Uffizi al tempo delle soppressioni, in epoca imprecisata e senza registrarne la provenienze: viene citato per la prima volta in un inventario del 1881. Nel catalogo del 1881 era ricordato come esposto nel primo corridoio, e in quello del 1888 compare col numero identificativo n. 432. In una parentesi tra il 1919 e il 1948 fu esposto alla Galleria dell'Accademia. Venne restaurato e riportato, per quanto possibile, alle forme originarie nel 1960.

## Descrizione e stile
L'opera è un esempio di crocifisso del tipo Christus triumphans, in cui Gesù è rappresentato vivo sulla croce, come vincitore della morte: si tratta della più antica iconografia della Crocifissione usata su tavola, prima che nel XIII secolo, sulla spinta degli ordini mendicanti, si diffondesse l'iconografia del Christus patiens, cioè il Cristo sofferente.

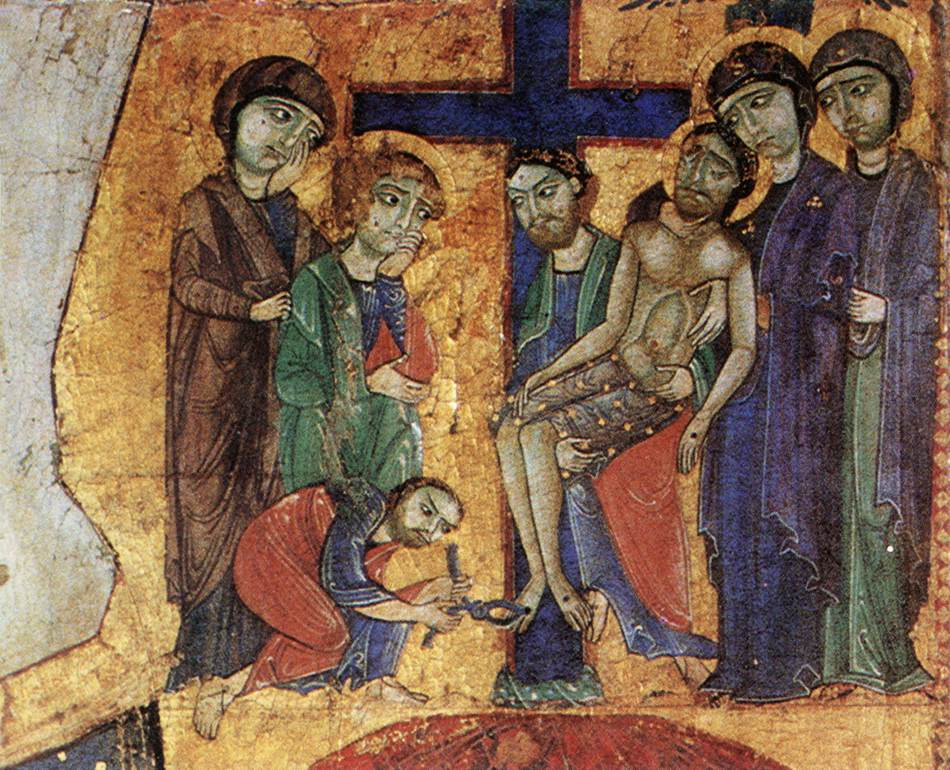
Storie della Passione, Deposizione dalla Croce

La tavola è in uno stato di conservazione buono, nonostante abbia perso la sommità e una parte dell'estremità destra del braccio trasversale, nonché alcune perdite di colore in basso e nelle Storie dei tabelloni.
Cristo è raffigurato sulla croce in maniera ancora astratta, come se fosse senza peso e senza volume, con un'anatomia semplificata, ma efficace, e con lo sguardo fisso e frontale (anche se gli occhi divergono lateralmente evitando il contatto diretto con lo spettatore) come nelle icone bizantine. In alto si trova un'iscrizione, ai lati la Madonna e san Giovanni (sinistra) e le Pie donne (a destra, solo una visibile). Nei tabelloni laterali si susseguono storie della Passione (Lavanda dei piedi, Bacio di Giuda, Flagellazione, Discesa dalla Croce, Deposizione nel Sepolcro) e della Redenzione (Discesa al Limbo con Davide e Salomone, Adamo ed Eva), rappresentate con un'insolita espressività e vivacità narrativa. In basso, nel soppedaneo, si vede l'Andata al Calvario.

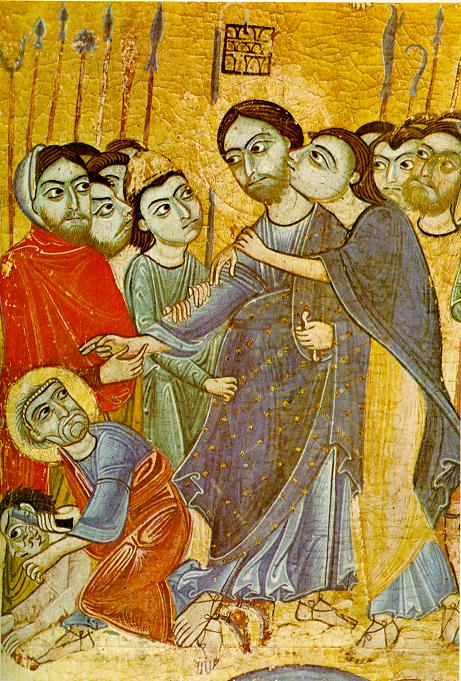
Bacio di Giuda

Il suo autore è in genere ritenuto pisano, per gli evidenti influssi orientali (evidenziabili nel gusto per la linea elegante di contorno, per la chiarezza compositiva, per il ricorso a colori chiari e brillanti), anche se Boskovits ha parlato di "anonimo fiorentino", aggiornato all'arte araba e bizantina tramite forse mosaicisti attivi in area normanna che potevano essere saliti a Firenze per la decorazione della cupola del Battistero. L'ambito centroitaliano sarebbe confermato dalle analogie con il Crocifisso di Maestro Alberto da Spoleto, opera firmata e datata 1187, che presenta un corpo stilizzato simile con contorni netti.